# Розы Люксембург (Кавказский район)
Розы Люксембург — хутор в Кавказском районе Краснодарского края.
Входит в состав Мирского сельского поселения.

## География

### Улицы
- пер. Широкий,
- ул. Центральная,
- ул. Черемушки.

## Население
| 2002 | 2010 |
| ---- | ---- |
| 260  | ↘185 |